# Euxanthopyge hexophthalma
Euxanthopyge hexophthalma är en fjärilsart som beskrevs av Erich Martin Hering 1922. Euxanthopyge hexophthalma ingår i släktet Euxanthopyge och familjen bastardsvärmare. Inga underarter finns listade i Catalogue of Life.